# Römerquelle (Schüss)
Die Römerquelle (französisch Source des Romains; früher Brunnquelle genannt) ist eine Karstquelle und ein Fliessgewässer am Jurasüdfuss in der Schweiz, im Zentrum der Stadt Biel im Kanton Bern. Der Gewässername bezeichnet sowohl die Quelle am Berghang als auch den daraus entspringenden Bach, der die historische Altstadt von Biel durchquert und unterhalb davon von rechts in die Biel-Schüss mündet und somit ein indirekter Zufluss der Aare im Flusssystem des Rheins ist. Der Bach war vom Mittelalter bis in das 20. Jahrhundert für die Wasserversorgung von Biel wichtig.

## Quelle und Verlauf
Die Römerquelle liegt auf 455 m ü. M. im Bieler Stadtquartier Rebberg. Aus einer engen Kluft am Südhang der See-Antiklinalen tritt Karstgrundwasser, das sich in einem grossen Einzugsgebiet im Gebirge sammelt, an die Oberfläche. Die umgebenden Kalksteinschichten gehören geologisch zur sogenannten Twannbach-Formation des späten Jura (Malmkalk). Die Stelle befindet sich direkt unterhalb der Bahnlinie von Biel nach Sonceboz-Sombeval. Die Quellhöhle ist als verschlossene Brunnenstube mit einer Wasserfassung eingerichtet.
Aus dem Quellwasser lagerte sich während einer langen Zeitdauer am Hangfuss durch Ausfällung eine grosse Menge von Kalktuff ab und bildete schliesslich einen etwa 400 Meter breiten und elf Meter hohen Hügel. Auf dieser Anhöhe wurde im Mittelalter die Stadt Biel gebaut.
Ausserhalb des Raumes über der Quelle fliesst der Bach zuerst durch einen gemauerten, tiefen Kanal bis zur Quellgasse (frz. Rue de la Source) hinunter, wo er in eine Dole eintritt. Rechts vom Bach steht ein Gebäude der Berner Fachhochschule (BFH), auf der linken Seite die christkatholische Kirche Epiphanie und daneben die Talstation der Biel-Leubringen-Bahn. Von der Quellgasse an passiert der Bach unterirdisch, zuerst unter der Brunngasse (frz. Rue des Fontaines), dann unter der Obergasse und der Untergasse, die Bieler Altstadt. Unter dem Badstubentor erreicht die Dole der Römerquelle unter der Gerbergasse den in diesem Bereich ebenfalls zugedeckten Kanal der Biel-Schüss.

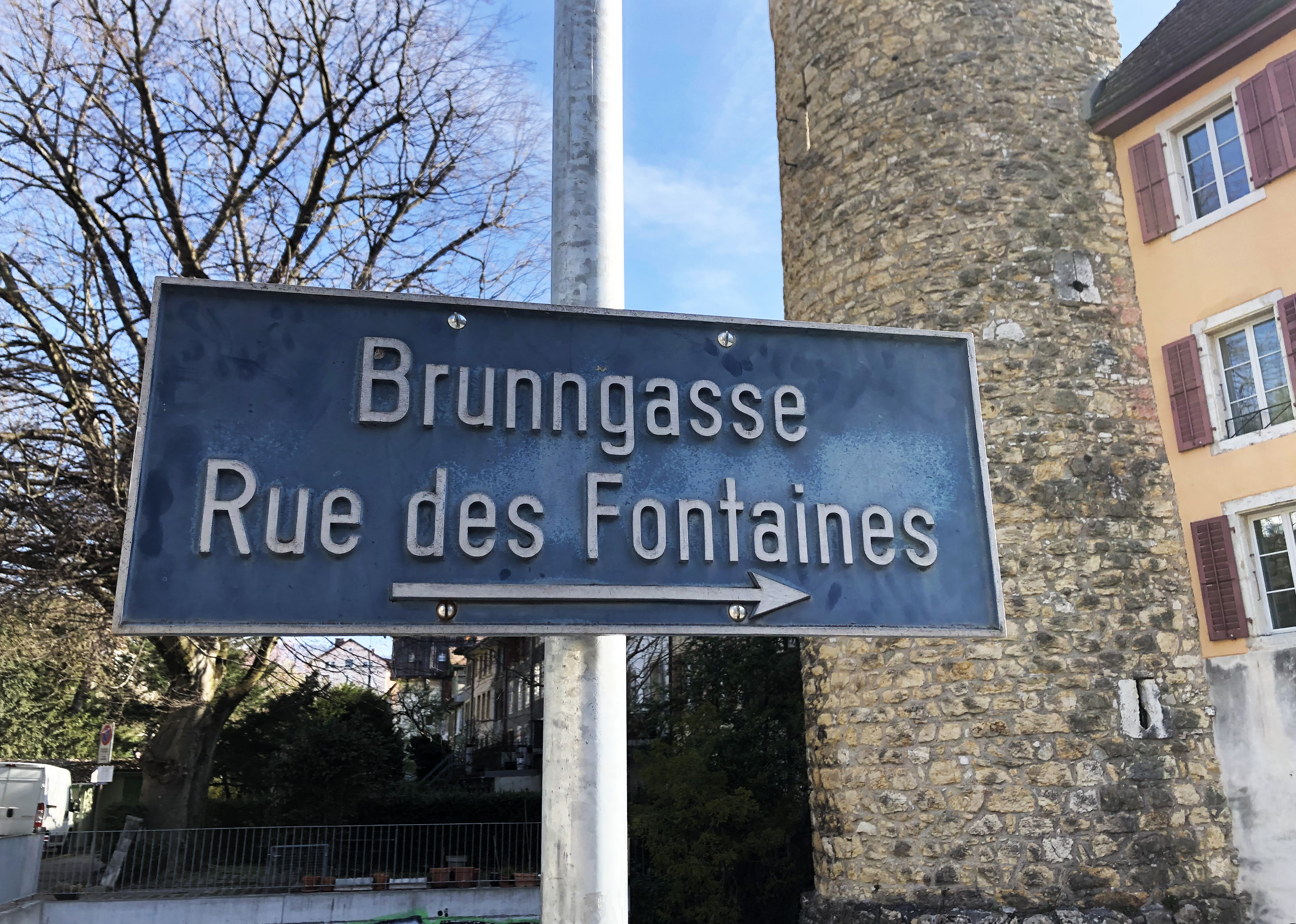
Brunngasse

## Geschichte

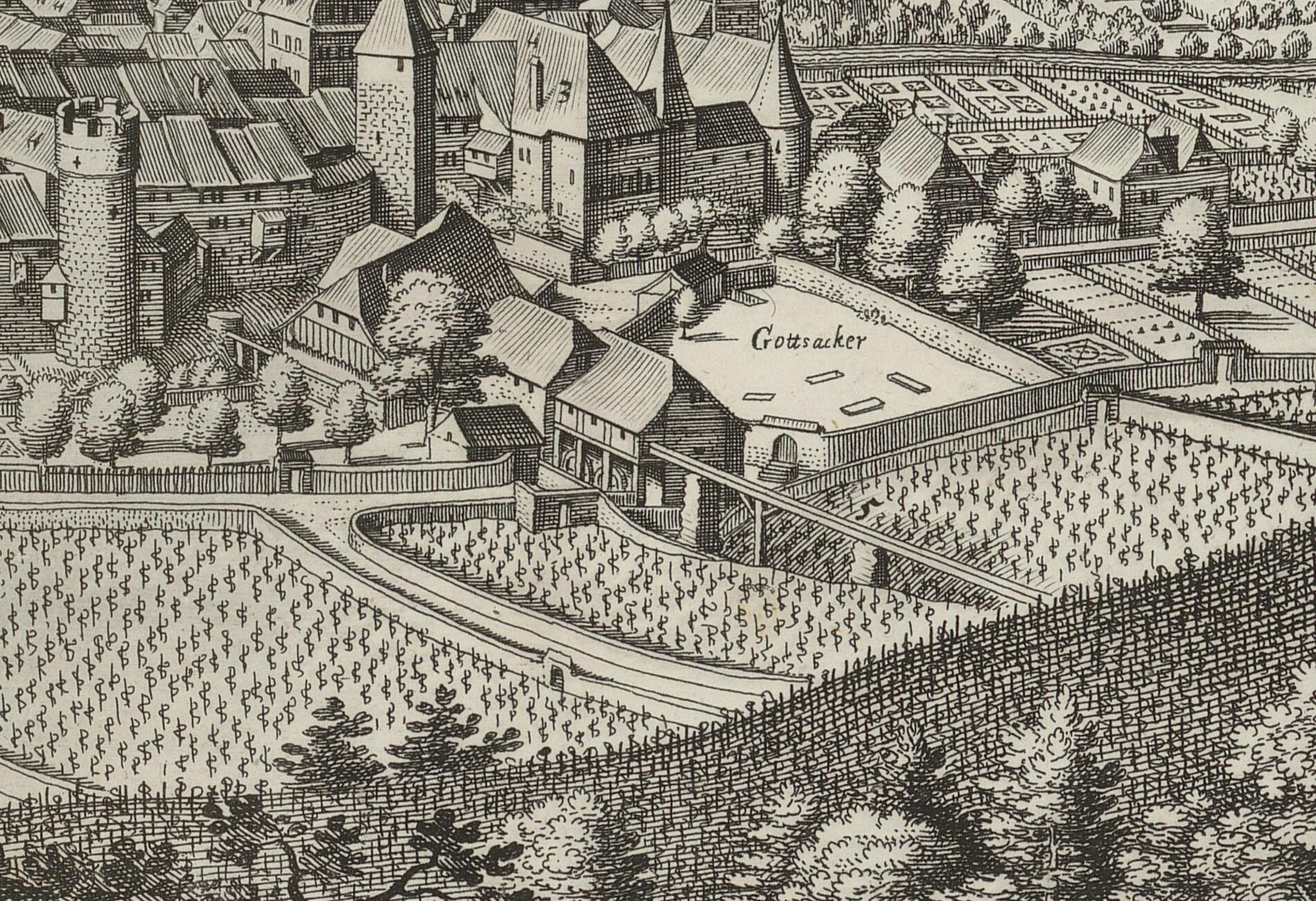
Wasserleitung von der Quelle zu den Mühlen oberhalb der Stadtmauer (Matthäus Merian um 1650)

Im 18. und 19. Jahrhundert fand man in der Brunnquelle mehrmals Münzen aus der
Römerzeit, die vermutlich als Votivgaben an ein Quellheiligtum abgelegt worden waren. Deshalb erhielt das Gewässer im 19. Jahrhundert den neuen Namen «Römerquelle».
Seit der Gründung der Stadt Biel im Mittelalter trieb das Wasser aus der Quelle die Wasserräder der Mühlen von Biel und lief dann zu den Laufbrunnen in der Stadt wie zum Beispiel in den 1564 errichteten Engelsbrunnen. Der maximale Ertrag der Römerquelle überschritt manchmal die Menge von 25'000 Minutenlitern. Erst in den 1870er Jahren genügte die Wassermenge aus der Römerquelle für die wachsende Stadtbevölkerung nicht mehr, und das städtische Wasserwerk erschloss zusätzlich die Merlinquelle in Plagne. Nach der Inbetriebnahme der Grundwasserwerke bei Worben und Gimmiz und eines Seewasserwerks am Bielersee durch die Wasserverbund Seeland AG wurden die Quellfassung der Römer- und der Merlinquelle stillgelegt.
Auch die Laufbrunnen in der Stadt werden nicht mehr von der Römerquelle, sondern aus dem städtischen Wassernetz gespiesen. Das Quellwasser wird noch durch die Mitglieder der 2019 gegründeten privaten Genossenschaft Römerquelle genutzt.